# Supha Sangaworawong
Supha Sangaworawong (tiếng Thái: ศุภ สงวรวงศ์, sinh ngày 19 tháng 05 năm 2001) là một diễn viên, vận động viên bơi lội người Thái Lan trực thuộc GMMTV. Anh bắt đầu được biết đến qua vai Gonhin trong phim Love by Chance 2: A Chance to Love năm 2020, một bộ phim truyền hình được sản xuất bởi Wabi Sabi.

## Tiểu sử
Supha Sangaworawong sinh tại  Thái Lan. Sau khi học hoàn thành tại trung học phổ thông tại Bangkok Christian College, anh hiện đang theo học ngành Khoa nghệ thuật truyền thông tại trường Đại học Chulalongkorn. Anh bước vào làng giải trí Thái Lan từ năm 2020 và là diễn viên thuộc Công ty sản xuất chương trình truyền hình GMMTV từ năm 2023.

## Chương trình tham gia

### Phim truyền hình
| Năm  | Tên Phim                           | Vai                  | Đài           | Ghi chú   | Nguồn |
| ---- | ---------------------------------- | -------------------- | ------------- | --------- | ----- |
| 2024 | ThamePo Heart That Skips a Beat    | Po                   | Netflix       | Vai chính |       |
| 2020 | Love by Chance 2: A Chance to Love | Gonhi                | WeTV          | Vai phụ   |       |
| 2023 | Get Rich                           | Bom                  | ViuTV         | Vai phụ   |       |
| 2023 | Naughty Babe                       | On                   | One 31, iQiyi | Vai phụ   | [ 2 ] |
| 2024 | Beauty Newbie                      | Note                 | GMM 25        | Vai phụ   | [ 3 ] |
| 2024 | High School Frenemy                | Thiu                 | GMM 25        | Vai phụ   | [ 4 ] |
| 2024 | ThamePo Heart That Skips a Beat    | "Po" Pawat Nuenganan | GMM 25        | Vai chính | [ 5 ] |
| TBA  | Me and Thee                        |                      |               | Vai phụ   | [ 6 ] |

### Chương trình thực tế
| Năm  | Tên chương trình                            | Đài            | Ghi chú            | Nguồn             |
| ---- | ------------------------------------------- | -------------- | ------------------ | ----------------- |
| 2021 | A Chance to Sing                            | AIS Play       | Tập 6-8            | [ 7 ] [ 8 ] [ 9 ] |
| 2022 | Super Match                                 | One 31         | Đội B, tập 10      | [ 10 ]            |
| 2022 | สมรภูมิดาวกีฬา Superstar Challenge             | Workpoint TV   | Tập 2              | [ 11 ]            |
| 2023 | Talk with Toeys                             | GMM 25         | Tập 134            | [ 12 ]            |
| 2023 | ปากสว่าง Pak Sawang                          | Workpoint TV   |                    | [ 13 ]            |
| 2024 | ซานิเบาได้เบา Zani, Bao Dai Bao               | One Playground | Tập 78             |                   |
| 2024 | Arm Share                                   | GMMTV          | Tập 152            | [ 14 ]            |
| 2024 | The Wall Song                               | Workpoint TV   | Tập 216            | [ 15 ]            |
| 2024 | Pepsi Friend Feast Guide with Gemini-Fourth | GMMTV          | Tập 17             | [ 16 ]            |
| 2025 | Who Is My Chef                              | Workpoint TV   | Tập 306            | [ 17 ]            |
| 2025 | แฉ Chae                                     | GMM 25         | 6 tháng 2 năm 2025 |                   |
| 2025 | 4 ต่อ 4 Celebrity                            | One 31         | Tập 935            | [ 18 ]            |
| 2025 | The Wall Song                               | Workpoint TV   | Tập 232            |                   |

### Video khách mời
| Năm  | Bài hát | Ca sĩ             | Tham khảo |
| ---- | ------- | ----------------- | --------- |
| 2025 | 5CM     | William Jakrapatr | [ 19 ]    |

## Danh sách đĩa nhạc

### Đĩa đơn
| Năm  | Bài hát                      | Album                               | Tham khảo |
| ---- | ---------------------------- | ----------------------------------- | --------- |
| 2025 | "ไม่อยากเป็นรักแรก (Your Last)" | ThamePo Heart That Skips a Beat OST | [ 20 ]    |

## Chuyến lưu diễn
| Năm  | Ngày               | Tên chương trình                 | Nghệ sĩ       | Địa điểm                           | Tham khảo |
| ---- | ------------------ | -------------------------------- | ------------- | ---------------------------------- | --------- |
| 2024 | Ngày 13 tháng 12   | Thame-Po: The First Beat         | Cùng với LYKN | CentralWorld, Bangkok              | [ 21 ]    |
| 2025 | Ngày 7 tháng 3     | Thame-Po Our Last Beat Fan Party | Cùng với LYKN | MCC Hall, Bangkok                  |           |
| 2025 | Ngày 17-18 tháng 5 | LOVE OUT LOUD FAN FEST 2025      | William       | Impact, Muang Thong Thani, Bangkok | [ 22 ]    |
| 2025 | Ngày 10 tháng 5    | Ever Est Fan Party               |               | Hàng Châu, Trung Quốc              | [ 23 ]    |
| 2025 | Ngày 9 tháng 8     | WilliamEst WE Magnetic FANCON    | William       | Union Mall, Bangkok                | [ 24 ]    |

## Thành tích
| Năm  | Giải đấu                                       | Địa điểm              | Hạng mục                 | Thứ hạng | Thời gian | Tham khảo                   |
| ---- | ---------------------------------------------- | --------------------- | ------------------------ | -------- | --------- | --------------------------- |
| 2023 | Đại hội Thể thao châu Á 2022                   | Hàng Châu, Trung Quốc | Bơi bướm nam 50m         | 25       | 25,17     | [ 25 ] [ 26 ]               |
| 2023 | Đại hội Thể thao Đông Nam Á 2023               | Phnôm Pênh, Campuchia | 4×100 m tiếp sức tự do   | 4        | 3:21,69   | [ 27 ]                      |
| 2023 | Đại hội Thể thao Đông Nam Á 2023               | Phnôm Pênh, Campuchia | Bơi bướm nam 50 m        | 9        | 24,87     | [ 27 ]                      |
| 2023 | Đại hội Thể thao Đông Nam Á 2023               | Phnôm Pênh, Campuchia | 4×200 m tiếp sức tự do   | 4        | 7:30,83   | [ 27 ]                      |
| 2023 | Đại hội Thể thao Đông Nam Á 2023               | Phnôm Pênh, Campuchia | Tự do nam 50 m           | 6        | 23,33     | [ 27 ]                      |
| 2023 | Thailand Age Group Swimming Championships 2023 | Thái Lan              | Tự do nam 50 m           | 27       | -         |                             |
| 2023 | Thailand Age Group Swimming Championships 2023 | Thái Lan              | Tự do nam 200 m          | 29       | -         |                             |
| 2023 | Thailand Age Group Swimming Championships 2023 | Thái Lan              | Bơi bướm nam 50 m        | 29       | -         |                             |
| 2023 | Thailand Age Group Swimming Championships 2023 | Thái Lan              | Tự do nam 100 m          | 5        | 52,38     |                             |
| 2022 | Major Games Qualifier 2023                     | Singapore             | Tự do nam 50 m           | 8        | 23,47     |                             |
| 2022 | Major Games Qualifier 2023                     | Singapore             | Tự do nam 200 m          | 5        | 1:53,07   |                             |
| 2022 | Major Games Qualifier 2023                     | Singapore             | Bơi bướm nam 50 m        | 7        | 25,26     |                             |
| 2022 | Major Games Qualifier 2023                     | Singapore             | Tự do nam 100 m          | 5        | 51,32     |                             |
| 2022 | TSA Swim Trials #2 2022                        | Thái Lan              | Tự do nam 200 m          | 1        | 1:53,23   |                             |
| 2022 | TSA Swim Trials #2 2022                        | Thái Lan              | Tự do nam 50 m           | 1        | 23,51     |                             |
| 2022 | TSA Swim Trials #2 2022                        | Thái Lan              | Tự do nam 100 m          | 1        | 52,06     |                             |
| 2022 | 47th Thailand National Games                   | Sisaket, Thái Lan     | Tự do nam 200 m          | 1        | 1:53,69   |                             |
| 2022 | Đại hội Thể thao Đông Nam Á 2021               | Hà Nội, Việt Nam      | 4×100 m tiếp sức tự do   | 3        | 3:24,28   | [ 28 ] [ 29 ] [ 30 ] [ 31 ] |
| 2022 | Đại hội Thể thao Đông Nam Á 2021               | Hà Nội, Việt Nam      | Tự do nam 50 m           | 8        | 23,58     | [ 28 ] [ 29 ] [ 30 ] [ 31 ] |
| 2022 | Đại hội Thể thao Đông Nam Á 2021               | Hà Nội, Việt Nam      | Tự do nam 200 m          | 8        | 1:52,40   | [ 28 ] [ 29 ] [ 30 ] [ 31 ] |
| 2022 | Đại hội Thể thao Đông Nam Á 2021               | Hà Nội, Việt Nam      | 4×200 m tiếp sức tự do   | 4        | 7:35,77   | [ 28 ] [ 29 ] [ 30 ] [ 31 ] |
| 2022 | Đại hội Thể thao Đông Nam Á 2021               | Hà Nội, Việt Nam      | Tự do nam 100 m          | 10       | 52,03     | [ 28 ] [ 29 ] [ 30 ] [ 31 ] |
| 2022 | Thailand Age Group Swimming Championships 2022 | Thái Lan              | Tự do nam 50 m           | 1        | 23,57     |                             |
| 2022 | Thailand Age Group Swimming Championships 2022 | Thái Lan              | Bơi bướm nam 50 m        | 2        | 25,18     |                             |
| 2022 | Thailand Age Group Swimming Championships 2022 | Thái Lan              | Tự do nam 200 m          | 1        | 1:52,32   |                             |
| 2022 | Thailand Age Group Swimming Championships 2022 | Thái Lan              | Tự do nam 100 m          | 1        | 51,36     |                             |
| 2022 | Thailand Age Group Swimming Championships 2022 | Thái Lan              | Tự do nam 400 m          | 1        | 4:03,26   |                             |
| 2022 | TSA Swim Trials #1 2022                        | Thái Lan              | Tự do nam 200 m          | 11       | -         |                             |
| 2022 | TSA Swim Trials #1 2022                        | Thái Lan              | Tự do nam 50 m           | 1        | 23,72     |                             |
| 2022 | TSA Swim Trials #1 2022                        | Thái Lan              | Tự do nam 100 m          | 2        | 52,13     |                             |
| 2021 | 2021 FINA World Swimming Championships (25 m)  | Abu Dhabi, UAE        | Tự do nam 100 m          | 55       | 50,20     |                             |
| 2021 | 2021 FINA World Swimming Championships (25 m)  | Abu Dhabi, UAE        | 4×50 m tiếp sức tự do    | 12       | 1:36,58   |                             |
| 2021 | 2021 FINA World Swimming Championships (25 m)  | Abu Dhabi, UAE        | Tự do nam 200 m          | 42       | 1:50,25   |                             |
| 2021 | 2021 FINA World Swimming Championships (25 m)  | Abu Dhabi, UAE        | 4×50 m tiếp sức tự do    | 12       | 1:36,58   |                             |
| 2021 | Thailand Age Group Swimming Championships 2021 | Thái Lan              | Bơi bướm nam 50 m        | 5        | 25,38     |                             |
| 2021 | Thailand Age Group Swimming Championships 2021 | Thái Lan              | Tự do nam 400 m          | 4        | 4:08,54   |                             |
| 2021 | Thailand Age Group Swimming Championships 2021 | Thái Lan              | Tự do nam 200 m          | 2        | 1:52,80   |                             |
| 2021 | Thailand Age Group Swimming Championships 2021 | Thái Lan              | Tự do nam 50 m           | 1        | 23,59     |                             |
| 2021 | Thailand Age Group Swimming Championships 2021 | Thái Lan              | Tự do nam 100 m          | 2        | 51,46     |                             |
| 2021 | TSA - AIMG Swim Trials #3                      | Thái Lan              | Bơi bướm nam 50 m        | 1        | 24,45     |                             |
| 2021 | TSA - AIMG Swim Trials #3                      | Thái Lan              | Tự do nam 100 m          | 1        | 49,72     |                             |
| 2021 | TSA - AIMG Swim Trials #3                      | Thái Lan              | Tự do nam 50 m           | 1        | 22,76     |                             |
| 2021 | TSA - AIMG Time Trials #2                      | Thái Lan              | Tự do nam 200 m          | 1        | 1:48,23   |                             |
| 2021 | TSA - AIMG Time Trials #2                      | Thái Lan              | Bơi bướm nam 50 m        | 3        | 24,66     |                             |
| 2021 | TSA - AIMG Time Trials #2                      | Thái Lan              | Tự do nam 100 m          | 1        | 50,28     |                             |
| 2021 | TSA - AIMG Time Trials #2                      | Thái Lan              | Tự do nam 50 m           | 1        | 22,88     |                             |
| 2020 | TSA Swim Trials #1 2020                        | Thái Lan              | Tự do nam 100 m          | 1        | 49,91     |                             |
| 2020 | TSA Swim Trials #1 2020                        | Thái Lan              | Hỗn hợp nam 100 m        | 3        | 57,17     |                             |
| 2020 | TSA Swim Trials #1 2020                        | Thái Lan              | Tự do nam 50 m           | 1        | 23,10     |                             |
| 2020 | TSA Swim Trials #1 2020                        | Thái Lan              | Tự do nam 200 m          | 1        | 1:49,12   |                             |
| 2020 | Thailand Age Group Swimming Championships 2020 | Thái Lan              | Tự do nam 50 m           | 1        | 23,52     |                             |
| 2020 | Thailand Age Group Swimming Championships 2020 | Thái Lan              | Tự do nam 100 m          | 1        | 51,09     |                             |
| 2020 | Thailand Age Group Swimming Championships 2020 | Thái Lan              | Tự do nam 200 m          | 1        | 1:51,86   |                             |
| 2019 | FINA Swimming World Cup 2019                   | Singapore             | Tự do nam 100 m          | 8        | 51,33     |                             |
| 2019 | FINA Swimming World Cup 2019                   | Singapore             | Tự do nam 200 m          | 7        | 1:54,21   |                             |
| 2019 | FINA Swimming World Cup 2019                   | Singapore             | Tự do nam 50 m           | 9        | 23,39     |                             |
| 2019 | 35th Thailand National Youth Games             | Buriram, Thái Lan     |                          | 1        |           |                             |
| 2019 | Đại hội Thể thao Đông Nam Á 2019               | Philippines           | Tự do nam 200 m          | 8        | 1:53,22   | [ 32 ]                      |
| 2019 | Đại hội Thể thao Đông Nam Á 2019               | Philippines           | Tự do nam 50 m           | 6        | 23,53     |                             |
| 2019 | Đại hội Thể thao Đông Nam Á 2019               | Philippines           | 4×100 m tiếp sức tự do   | 5        | 3:24,50   |                             |
| 2019 | Đại hội Thể thao Đông Nam Á 2019               | Philippines           | 4×200 m tiếp sức tự do   | 4        | 7:32,75   |                             |
| 2019 | Đại hội Thể thao Đông Nam Á 2019               | Philippines           | Tự do nam 400 m          | 9        | 4:04,80   |                             |
| 2019 | Thailand Age Group Swimming Championships 2019 | Thái Lan              | Bơi bướm nam 50 m        | 8        | 28,43     |                             |
| 2019 | Thailand Age Group Swimming Championships 2019 | Thái Lan              | Tự do nam 100 m          | 1        | 51,42     |                             |
| 2019 | Thailand Age Group Swimming Championships 2019 | Thái Lan              | 4×200 m tiếp sức hỗn hợp | 7        | 4:18,24   |                             |
| 2019 | Thailand Age Group Swimming Championships 2019 | Thái Lan              | 4×100 m tiếp sức tự do   | 2        | 3:54,53   |                             |
| 2019 | Thailand Age Group Swimming Championships 2019 | Thái Lan              | Tự do nam 400 m          | 1        | 4:04,87   |                             |
| 2019 | Thailand Age Group Swimming Championships 2019 | Thái Lan              | Tự do nam 50 m           | 1        | 23,78     |                             |
| 2019 | Thailand Age Group Swimming Championships 2019 | Thái Lan              | 4×100 m tiếp sức hỗn hợp | 5        | 4:31,01   |                             |
| 2019 | Thailand Age Group Swimming Championships 2019 | Thái Lan              | Tự do nam 200 m          | 1        | 1:53,55   |                             |
| 2019 | Thailand Age Group Swimming Championships 2019 | Thái Lan              | 4×100 m tiếp sức tự do   | 4        | 3:50,29   |                             |
| 2019 | 50th Singapore National Age Group - Seniors    | Singapore             | Tự do nam 50 m           | 7        | 23,89     |                             |
| 2019 | 50th Singapore National Age Group - Seniors    | Singapore             | Bơi bướm nam 50 m        | 13       | 25,92     |                             |
| 2019 | 50th Singapore National Age Group - Seniors    | Singapore             | Tự do nam 200 m          | 4        | 1:54,25   |                             |
| 2019 | 50th Singapore National Age Group - Seniors    | Singapore             | Tự do nam 400 m          | 4        | 4:05,98   |                             |
| 2019 | 50th Singapore National Age Group - Seniors    | Singapore             | Tự do nam 100 m          | 11       | 52,25     |                             |
| 2015 | 8th Asian Age Group Championships 2015         | Thái Lan              | Tự do nam 800 m          | 4        | 9:12,62   |                             |
| 2015 | 8th Asian Age Group Championships 2015         | Thái Lan              | Tự do nam 50 m           | 11       | 25,92     |                             |
| 2015 | 8th Asian Age Group Championships 2015         | Thái Lan              | 4×200 m tiếp sức tự do   | 4        | 8:28,46   |                             |
| 2015 | 8th Asian Age Group Championships 2015         | Thái Lan              | 4×100 m tiếp sức tự do   | 1        | 3:41,05   |                             |
| 2015 | 8th Asian Age Group Championships 2015         | Thái Lan              | Tự do nam 400 m          | 12       | 4:45,19   |                             |
| 2015 | 8th Asian Age Group Championships 2015         | Thái Lan              | Tự do nam 200 m          | 5        | 2:01,27   |                             |
| 2015 | 8th Asian Age Group Championships 2015         | Thái Lan              | Tự do nam 100 m          | 6        | 55,10     |                             |
| 2015 | 8th Asian Age Group Championships 2015         | Thái Lan              | 4×100 m tiếp sức tự do   | 4        | 3:57,21   |                             |
| 2015 | 8th Asian Age Group Championships 2015         | Thái Lan              | 4×100 m tiếp sức hỗn hợp | 2        | 4:10,26   |                             |

Nguồn: Tham khảo tại worldaquatics.com